# Liste der Naturdenkmale in Lauf (Baden)
| Naturdenkmale | Anzahl |
| ------------- | ------ |
| FND           | 3      |
| END           | 2      |
| Gesamt        | 5      |

Die Liste der Naturdenkmale in Lauf nennt die verordneten Naturdenkmale (ND) der im baden-württembergischen Ortenaukreis liegenden Gemeinde Lauf. In Lauf gibt es insgesamt fünf als Naturdenkmal geschützte Objekte, davon drei flächenhafte Naturdenkmale (FND) und zwei Einzelgebilde-Naturdenkmale (END).
Stand: 1. November 2016.

## Flächenhafte Naturdenkmale (FND)
| Name                       | Bild | Kennung     | Einzelheiten | Position | Fläche Hektar | Datum        |
| -------------------------- | ---- | ----------- | ------------ | -------- | ------------- | ------------ |
| Hardtstein (Hardtfelsen)   |      | 83170680002 | Lauf         | ???      | 2,0           | 7. Okt. 1959 |
| Hirschfelsen               |      | 83170680003 | Lauf         | ???      | 0,6           | 7. Okt. 1959 |
| Rabenfelsen (Grabenfelsen) |      | 83170680001 | Lauf         | ???      | 0,8           | 7. Okt. 1959 |
| Legende für Naturdenkmal   |      |             |              |          |               |              |

## Einzelgebilde (END)
| Name                     | Bild | Kennung     | Einzelheiten | Position | Fläche Hektar | Datum         |
| ------------------------ | ---- | ----------- | ------------ | -------- | ------------- | ------------- |
| Eiche in der Laufer Mark |      | 83170680005 | Lauf         | ???      | 0,0           | 27. Juni 1980 |
| 2 Linden bei der Kirche  |      | 83170680004 | Lauf         | ???      | 0,0           | 7. Okt. 1959  |
| Legende für Naturdenkmal |      |             |              |          |               |               |